# Polystira picta
Polystira picta é uma espécie de gastrópode do gênero Polystira, pertencente a família Turridae.